# قطعنامه ۱۵۵۸ شورای امنیت
قطعنامه  ۱۵۵۸ شورای امنیت سازمان ملل متحد که در تاریخ ۱۷ اوت ۲۰۰۴ تصویب شد، سندی بین‌المللی دربارهٔ بررسی وضعیت در سومالی است. این قطعنامه طی نشست ۵۰۲۲ام با ۱۵ رای موافق، ۰ مخالف و ۰ ممتنع تصویب شد.